# Joinvillea plicata
Joinvillea plicata là một loài thực vật có hoa trong họ Joinvilleaceae. Loài này được (Hook.f.) Newell & B.C.Stone mô tả khoa học đầu tiên năm 1967.